# S&W M53
S&W M53（英: Smith&Wesson Model.53）は、アメリカのスミス&ウェッソン社が開発した回転式拳銃である。

## 概要
1961年に同社より発売された.22口径のリボルバーで、弾薬は本銃と並行して発売されたボトルネック形状の薬莢を持つ小口径高速弾、.22レミントン・ジェット弾を使用し、フレームはミドルサイズのスチール製Kフレームを採用している。
銃身長は4インチモデル、6インチモデル、8.3インチモデルのバリエーションがあり、ウォールナット製のグリップや、微調整可能なアジャスタブルリアサイト、抜き撃ちに適したランプタイプフロントサイト等を備えている他、チャンバーインサートを使用する事で.22ショート弾、.22ロング弾、.22LR弾を使用する事も可能となっており、リムファイア方式のこれら三つの弾薬と、センターファイア方式である.22レミントン・ジェット弾の撃発方式の異なる二通りの弾薬をそれぞれ射撃する際は必要に応じて切り替えて使用出来る様にハンマーには2ポジションの撃針が設けられている。
しかし、.22レミントン・ジェット弾自体の発射ガスは非常に高圧で、銃本体への負担が大きく故障が続出したため、1971年に生産は中止された。